# Командование специальных операций Армии США
Командование специальных операций Армии США/Управление войск СпН СВ США  (англ. US Army Special Operations Command; USASOC или ARSOC) является высшим командным органом войск специального назначения в составе Сухопутных войск США, осуществляющим оперативное планирование и управление боевым применением частей и подразделений СпН в составе СВ США. УСпН СВ США сформировано в составе главного управления войск СпН МО США в декабре 1989 г.

## Управление войск СпН СВ США
УСпН СВ США сформировано в составе ГУ СпН МО США 1 декабря 1989 г.

Эмблема
УСпН СВ США

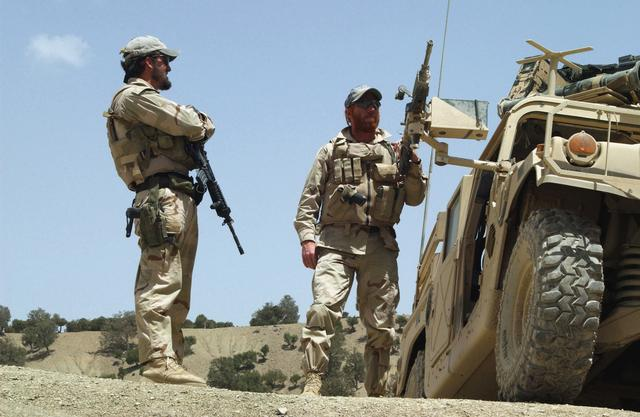
Патруль подразделения
3-го полка СпН СВ
в Республике Афганистан

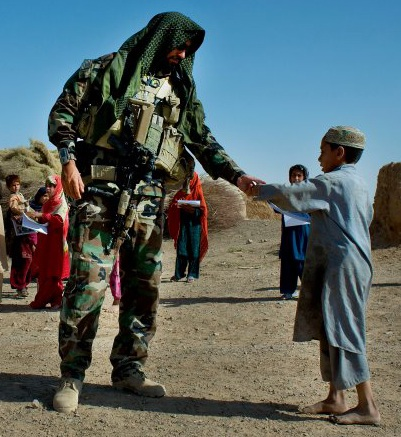
Военнослужащие
7-го полка СпН СВ
в Республике Афганистан
(пров. Кандагар, 2008 г.)

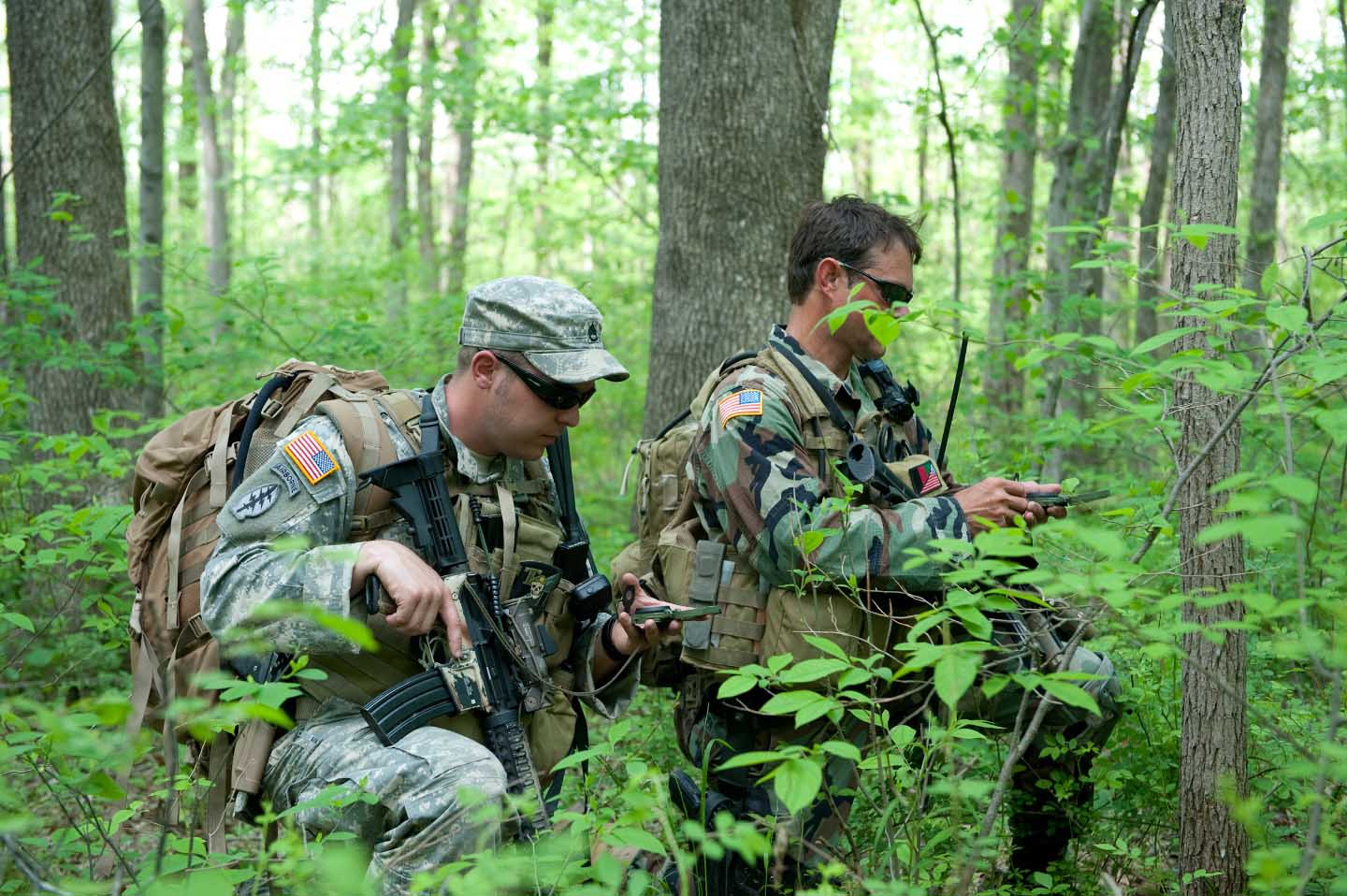
Подразделение
2-го батальона
19-го полка СпН СВ
Национальной гвардии США
на учениях (2011 г.)

Управление и подчиненные ему части войск СпН СВ расквартированы в главном гарнизоне частей СпН СВ в Форт-Брэгг. Вместе с личным составом подчиненных подразделений и частей численность личного состава УСпН СВ США достигает 28 500 военнослужащих и гражданского персонала, составляя наиболее крупное соединение сил СпН в составе МО США.
В состав подчиненных подразделений и частей СпН СВ США входят
:

#### Органы спецразведки СВ США
- отдел оперативной разведки (ОР) РУ СВ США (U.S. Army Intelligence Support Activity) (с сентября 1980 г.)

#### Части постоянной готовности СпН СВ США
- 1-й отдельный оперативный полк СпН («Дельта»)
- 75-й пдп СпН («рейнджеров») — 3 пдб, штабной батальон (штаб полка, штабная рота, подразделения специальной связи, отдельная рота военной разведки).

#### Парашютно-десантные полки СпН СВ («Зелёные береты»)
- 8 полков СпН СВ
  - 1-й, 3-й , 5-й , 7-й , 10-й полки СпН СВ — расквартированы на территории США
  - 39-й отдельный полк (оП) СпН СВ — расквартирован в Республике Корея (г. Сеул))
- части химзащиты СпН

| Парашютно-десантные полки (пдп) СпН СВ США/ U.S. Army Special Forces Groups | Эмблема               | Дислокация                                                                         | Вышестоящая структура (зона ответственности) | Состав |                       |
| Сухопутные войска США                                                       | Сухопутные войска США | Сухопутные войска США                                                              | Сухопутные войска США | Сухопутные войска США | Сухопутные войска США |
| --------------------------------------------------------------------------- | --------------------- | ---------------------------------------------------------------------------------- | --- | --- | --------------------- |
| 1-й (1SFG)                                                                  |                       | Льюис — Маккорд (г. Такома, ш. Вашингтон) США «Тории» , (преф. Окинава, Япония)    | Индо-Тихоокеанское командование Вооружённых сил США в составе ОШ ВС США на Тихоокеанском ТВД (ЮВА, зона Индийского океана, Австралазия, Россия) | 3 парашютно-десантных батальона (отряда) СпН СВ на территории США, 1 передовой отряд СпН СВ на территории Японии.                                                          |                       |
| 3-й (3SFG)                                                                  |                       | Форт-Брэгг (Северная Каролина)                                                     | ОУ СпН в составе ОШ ВС США на Африканском ТВД (Страны субэкваториальной Африки, Афганистан)                                                     | рота управления СпН, 2 отряда СпН СВ на территории США, 2 отряда СпН СВ на территории Республики Афганистан, 1 отряд МТО СпН.                                              |                       |
| 5-й (5SFG)                                                                  |                       | Форт-Кэмпбелл (г. Гопкинсвилль, ш. Кентукки)                                       | ОУ СпН в составе ОШ ВС США на Ближневосточном ТВД (Страны Ближнего Востока, Республика Ирак, Республика Афганистан)                             | рота управления СпН, 2 отряда СпН СВ на территории США, 1 отряд СпН СВ на территории Республики Ирак, 1 отряд СпН СВ на территории Республики Афганистан, 1 отряд МТО СпН. |                       |
| 7-й (7SFG)                                                                  |                       | Эглин (Вальпараисо Флорида)                                                        | ОУ СпН в составе ОШ ВС США на Южноамериканском ТВД (Страны Центральной и Южной Америки)                                                         | 2 отряда СпН СВ на территории США, 1 отряд СпН СВ на территории Республики Ирак, 1 отряд СпН СВ на территории Республики Афганистан, 1 отряд МТО СпН.                      |                       |
| 10-й (10SFG)                                                                |                       | Форт-Карсон, (г. Колорадо-Спрингс, ш. Колорадо) Панцер-Казерне (г. Бёблинген, ФРГ) | ОУ СпН в составе ОШ ВС США на Европейском ТВД (Страны ЕС, страны Восточной Европы, Афганистан)                                                  | рота управления СпН, 1 отряд СпН СВ на территории ФРГ, 3 отряда СпН СВ на территории США, 1 отряд МТО СпН.                                                                 |                       |
| СВ Национальной гвардии                                                     |                       |                                                                                    | | |                       |
| 19-й (19SFG)                                                                |                       | Дрейпер, (Юта)                                                                     | СВ Национальной Гвардии ш. Юта | 4 отряда СпН СВ на территории США |                       |
| 20-й (20SFG)                                                                |                       | Бирмингем, (Алабама)                                                               | Армия Национальной Гвардии штата Алабама | рота военной разведки, 4 отряда СпН СВ на территории США |                       |

#### Части армейской авиации СпН (англ.U.S. Army Special Operations Aviation Command)
- 160-й отдельный авиаполк (оАП) армейской авиации СпН;
- батальон авианаводчиков СпН (англ. U.S. Army Special Operations Command Flight Detachment);
- учебный батальон (убн) авианаводчиков СпН (англ. Special Operations Aviation Training Battalion);
- управление авиационных систем СпН (англ. Systems Integration Management Office);

#### Части обеспечения СпН СВ
- 4-й отдельный полк психологической войны (англ. 4th Military Information Support Operations Group);
- 95-я бригада ГУ СпН по внешним связям (пятибатальонного состава);
- 528-я бригада МТО СпН;
- НИИ войск СпН им. Дж. Кеннеди

#### Части СпН СВ Национальной гвардии США
- Два полка резерва СпН СВ (19-й, 20-й)